# Laonome indica
Laonome indica är en ringmaskart som beskrevs av Rowland Southern 1921. Laonome indica ingår i släktet Laonome och familjen Sabellidae. Inga underarter finns listade i Catalogue of Life.